# 科科群岛镇区
科科群岛镇区，是缅甸仰光省丹林县下辖的一个镇区，包括科科群島及普雷帕里斯島。

## 历史沿革
2022年4月30日，科科群岛镇区划归丹林县管辖。